# Antonio Pacheco D'Agosti
Antonio "Tony" Pacheco D'Agosti (Montevideo, 11 de abril de 1976) es un exfutbolista y entrenador uruguayo que jugó gran parte de su carrera en Peñarol, club en el que también hizo las formativas. Actualmente se encuentra sin club.

## Trayectoria
Salido de las inferiores de Peñarol, siendo este el futbolista más reconocido de su cantera, comenzó su carrera profesional gracias a que el técnico Alejandro Botello lo hizo debutar el 11 de agosto de 1993, en la Copa Conmebol.
Jugó su primer partido de Primera División en 1994 y participó durante la mayoría del Segundo Quinquenio de Oro.  
En enero de 2001 llegó a Europa, más precisamente al Inter de Milán donde no pudo destacarse, posteriormente fue cedido primero al Espanyol, vuelve a Peñarol en enero de 2003 y luego, en el verano de ese mismo año es transferido al Albacete de España.  
En dicho club consiguió llegar a ser el jugador más destacado durante las temporadas 2003-04 y 2004-05, convirtiéndose en todo un ídolo para sus aficionados de un club sumergido en la segunda categoría históricamente.  
En enero de 2006 el Albacete, que había descendido, lo cede a préstamo al Deportivo Alavés.  
En el verano de 2007, Pacheco fichó por el club argentino de Gimnasia y Esgrima de La Plata.  
En su vuelta a Peñarol tuvo la distinción de ser el máximo goleador del Campeonato Uruguayo 2008-09, junto a Líber Quiñones de Racing. Ganó el Campeonato Uruguayo 2009-10, además fue nuevamente el mayor artillero repitiendo este logro por segundo año consecutivo, esta vez anotando 23 goles. 
Al año siguiente, en 2011, alcanzó la final de la Copa Libertadores 2011 obteniendo el subcampeonato.
Marcó un récord para su club como jugador en partidos clásicos en la era profesional, 60 partidos contra Nacional, superando al anterior récord de 57 ostentado por Omar Caetano. 
En toda la historia es superado únicamente por José Piendibene, quien totaliza 62 clásicos.
A mediados de 2011, Antonio Pacheco, en condición de libre, es fichado por el Montevideo Wanderers. En su primer partido con el equipo bohemio, consiguió anotar dos goles, los cuales sirvieron para poner a su equipo en ventaja.
Tras un año en Wanderers, volvió a Peñarol en julio de 2012. En su primer partido oficial tras su retorno al club mirasol logró convertir un gol frente a Fénix, pero sufrió una fractura de tibia y peroné que lo dejó alrededor de seis meses, desde el incidente, sin poder jugar.
El 23 de febrero de 2013, en la primera fecha del Torneo Clausura, Pacheco volvió a jugar oficialmente, y justamente ante Fénix. 
En el remate del Torneo Clausura 2013, volvió a la titularidad frente a Nacional, convirtiendo un gol a los 4 minutos de juego que abrió el marcador y ayudó a sellar un 3-0 que dejó con pocas chances al tradicional adversario del aurinegro.
Finalmente, en la final del Campeonato Uruguayo 2012-13 frente a Defensor Sporting, se despachó con los tres goles del carbonero para firmar el 3-1 y el cuadragésimo noveno Campeonato Uruguayo se hizo realidad.
Al ser Campeón Uruguayo 2012-13 conquistaba su octavo Campeonato Uruguayo en el club.
En julio del 2014 renovó su contrato con Peñarol. 
En junio de 2015 se retira del fútbol profesional como jugador.

### Retiro y años posteriores
Tras anunciar su retiro del fútbol profesional el día 14 de diciembre de 2015, Antonio Pacheco celebró su partido de despedida casi un año después, el día 30 de julio de 2016. El evento tuvo lugar en el Campeón del Siglo (estadio del Club Atlético Peñarol), y se inició con un espectáculo musical a cargo de la banda Pa’ntrar en calor, que dedicó una canción especial a Pacheco.  
Entre los invitados que participaron del partido de despedida se contaron varios futbolistas que fueron figuras en Peñarol, la mayoría de los cuales compartieron plantel con el homenajeado en distintos momentos de su carrera.  
Entre otros, estuvieron presentes: Pablo Bengoechea, Robert Lima, Gabriel Cedrés, Carlos Aguilera, José Enrique de los Santos, Nicolás Rotundo, Carlos Bueno, Fabián Estoyanoff, Darío Rodríguez, Matías Aguirregaray, Néstor Gonçalves y Fernando Morena.
Desde su retiro profesional Antonio Pacheco se ha dedicado principalmente a su familia y su vida privada, disfrutando del tiempo con sus tres hijos: Benjamín, Catalina y Florencia y su esposa Valentina Rodríguez. En el aspecto profesional se ha preparado y formado para ejercer como director técnico, trabajando en conjunto con Damián Macaluso y el profesor Gastón Berriel.

## Selección nacional
Ha sido internacional con la Selección de Uruguay en 12 ocasiones, convirtiendo 3 goles (a Venezuela, Costa Rica y Emiratos Árabes).

### Participaciones en Copa América
| Copa              | Sede     | Resultado  | Part. | Goles |
| ----------------- | -------- | ---------- | ----- | ----- |
| Copa América 1999 | Paraguay | Subcampeón | 3     | 0     |

### Participaciones en Copa Confederaciones
| Copa                      | Sede           | Resultado | Part. | Goles |
| ------------------------- | -------------- | --------- | ----- | ----- |
| Copa Confederaciones 1997 | Arabia Saudita | 4º puesto | 2     | 1     |

## Estadísticas
| Club                                                     | Temporada                                                | Liga                                                     | Liga                                                     | Copas Nacionales                                         | Copas Nacionales                                         | Copas Internacionales     | Copas Internacionales     | Total | Total |
| Club                                                     | Temporada                                                | Part.                                                    | Goles                                                    | Part.                                                    | Goles                                                    | Part.                     | Goles                     | Part. | Goles |
| -------------------------------------------------------- | -------------------------------------------------------- | -------------------------------------------------------- | -------------------------------------------------------- | -------------------------------------------------------- | -------------------------------------------------------- | ------------------------- | ------------------------- | ----- | ----- |
| Peñarol · Uruguay                                        | 1993                                                     | –                                                        | –                                                        | –                                                        | –                                                        | 2                         | 0                         | 2     | 0     |
| Peñarol · Uruguay                                        | 1994                                                     | 16                                                       | 1                                                        | 5                                                        | 2                                                        | 8                         | 2                         | 29    | 5     |
| Peñarol · Uruguay                                        | 1995                                                     | 24                                                       | 4                                                        | 6                                                        | 1                                                        | 8                         | 1                         | 38    | 6     |
| Peñarol · Uruguay                                        | 1996                                                     | 19                                                       | 5                                                        | 8                                                        | 0                                                        | 9                         | 2                         | 36    | 7     |
| Peñarol · Uruguay                                        | 1997                                                     | 27                                                       | 8                                                        | 5                                                        | 3                                                        | 18                        | 3                         | 50    | 14    |
| Peñarol · Uruguay                                        | 1998                                                     | 29                                                       | 7                                                        | –                                                        | –                                                        | 14                        | 1                         | 43    | 8     |
| Peñarol · Uruguay                                        | 1999                                                     | 24                                                       | 18                                                       | –                                                        | –                                                        | 8                         | 1                         | 32    | 19    |
| Peñarol · Uruguay                                        | 2000                                                     | 16                                                       | 6                                                        | –                                                        | –                                                        | 7                         | 4                         | 23    | 10    |
| Peñarol · Uruguay                                        | Total                                                    | 155                                                      | 49                                                       | 24                                                       | 6                                                        | 74                        | 14                        | 253   | 69    |
| Internazionale · Italia                                  | 2000-01                                                  | 1                                                        | 0                                                        | –                                                        | –                                                        | 1                         | 0                         | 2     | 0     |
| Internazionale · Italia                                  | Total                                                    | 1                                                        | 0                                                        | –                                                        | –                                                        | 1                         | 0                         | 2     | 0     |
| Espanyol · España                                        | 2001-02                                                  | 13                                                       | 3                                                        | –                                                        | –                                                        | –                         | –                         | 13    | 3     |
| Espanyol · España                                        | Total                                                    | 13                                                       | 3                                                        | –                                                        | –                                                        | –                         | –                         | 13    | 3     |
| Peñarol · Uruguay                                        | 2003                                                     | 15                                                       | 10                                                       | –                                                        | –                                                        | 6                         | 1                         | 21    | 11    |
| Peñarol · Uruguay                                        | Total                                                    | 15                                                       | 10                                                       | –                                                        | –                                                        | 6                         | 1                         | 21    | 11    |
| Albacete · España                                        | 2003-04                                                  | 33                                                       | 7                                                        | –                                                        | –                                                        | –                         | –                         | 33    | 7     |
| Albacete · España                                        | 2004-05                                                  | 34                                                       | 13                                                       | –                                                        | –                                                        | –                         | –                         | 34    | 13    |
| Albacete · España                                        | 2005-06                                                  | 19                                                       | 4                                                        | 1                                                        | 1                                                        | –                         | –                         | 20    | 5     |
| Albacete · España                                        | Total                                                    | 86                                                       | 24                                                       | 1                                                        | 1                                                        | –                         | –                         | 87    | 25    |
| Gimnasia y Esgrima L. P. Argentina                       | 2006-07                                                  | 8                                                        | 0                                                        | –                                                        | –                                                        | 6                         | 2                         | 14    | 2     |
| Gimnasia y Esgrima L. P. Argentina                       | Total                                                    | 8                                                        | 0                                                        | –                                                        | –                                                        | 6                         | 2                         | 14    | 2     |
| Peñarol · Uruguay                                        | 2007-08                                                  | 32                                                       | 9                                                        | 4                                                        | 3                                                        | –                         | –                         | 36    | 12    |
| Peñarol · Uruguay                                        | 2008-09                                                  | 28                                                       | 12                                                       | –                                                        | –                                                        | 2                         | 0                         | 30    | 12    |
| Peñarol · Uruguay                                        | 2009-10                                                  | 31                                                       | 23                                                       | –                                                        | –                                                        | –                         | –                         | 31    | 23    |
| Peñarol · Uruguay                                        | 2010-11                                                  | 27                                                       | 6                                                        | –                                                        | –                                                        | 10                        | 1                         | 37    | 7     |
| Peñarol · Uruguay                                        | Total                                                    | 118                                                      | 50                                                       | 4                                                        | 3                                                        | 12                        | 1                         | 134   | 54    |
| Montevideo Wanderers · Uruguay                           | 2011-12                                                  | 28                                                       | 10                                                       | –                                                        | –                                                        | –                         | –                         | 28    | 10    |
| Montevideo Wanderers · Uruguay                           | Total                                                    | 28                                                       | 10                                                       | –                                                        | –                                                        | –                         | –                         | 28    | 10    |
| Peñarol · Uruguay                                        | 2012-13                                                  | 17                                                       | 6                                                        | –                                                        | –                                                        | 1                         | 0                         | 18    | 6     |
| Peñarol · Uruguay                                        | 2013-14                                                  | 26                                                       | 7                                                        | –                                                        | –                                                        | 7                         | 0                         | 33    | 7     |
| Peñarol · Uruguay                                        | 2014-15                                                  | 30                                                       | 9                                                        | –                                                        | –                                                        | 5                         | 0                         | 35    | 9     |
| Peñarol · Uruguay                                        | Total                                                    | 73                                                       | 22                                                       | –                                                        | –                                                        | 13                        | 0                         | 86    | 22    |
| Total Clubes                                             | Total Clubes                                             | 497                                                      | 168                                                      | 29                                                       | 10                                                       | 112                       | 18                        | 638   | 196   |
| Selección                                                | Selección                                                | Copa del Mundo                                           | Copa del Mundo                                           | Copa América y Confederaciones                           | Copa América y Confederaciones                           | Amistosos y Eliminatorias | Amistosos y Eliminatorias | Total | Total |
| Uruguay                                                  | Uruguay                                                  | –                                                        | –                                                        | 5                                                        | 1                                                        | 7                         | 2                         | 12    | 3     |
| Última actualización: Peñarol 2-3 Nacional, 14.06.15 ref | Última actualización: Peñarol 2-3 Nacional, 14.06.15 ref | Última actualización: Peñarol 2-3 Nacional, 14.06.15 ref | Última actualización: Peñarol 2-3 Nacional, 14.06.15 ref | Última actualización: Peñarol 2-3 Nacional, 14.06.15 ref | Última actualización: Peñarol 2-3 Nacional, 14.06.15 ref | Total carrera             | Total carrera             | 650   | 199   |

### Resumen estadístico
| Competición             | Part. | Goles | Prom. |
| ----------------------- | ----- | ----- | ----- |
| Primera División        | 478   | 164   | 0.34  |
| Segunda División        | 19    | 4     | 0.21  |
| Copas nacionales        | 29    | 10    | 0.34  |
| Torneos internacionales | 112   | 18    | 0.16  |
| Selección de Uruguay    | 12    | 3     | 0.25  |
| Total                   | 650   | 199   | 0,30  |

### Tripletes
| Lista de partidos en los que anotó tres o más goles | Lista de partidos en los que anotó tres o más goles | Lista de partidos en los que anotó tres o más goles | Lista de partidos en los que anotó tres o más goles | Lista de partidos en los que anotó tres o más goles | Lista de partidos en los que anotó tres o más goles | Lista de partidos en los que anotó tres o más goles |
| N.º                                                 | Fecha                                               | Estadio                                             | Partido                                             | Goles                                               | Resultado                                           | Competición                                         |
| --------------------------------------------------- | --------------------------------------------------- | --------------------------------------------------- | --------------------------------------------------- | --------------------------------------------------- | --------------------------------------------------- | --------------------------------------------------- |
| 1                                                   | 12 de septiembre de 1999                            | Estadio Centenario, Montevideo                      | Peñarol - River Plate                               | Gol · Gol · Gol · Gol · Gol                         | 6 - 1                                               | Torneo Clausura 1999                                |
| 2                                                   | 12 de diciembre de 2009                             | Estadio Domingo Burgueño Miguel, Maldonado          | Peñarol - Atenas                                    | Gol · Gol · Gol                                     | 5 - 0                                               | Torneo Apertura 2009                                |
| 3                                                   | 7 de marzo de 2010                                  | Estadio Centenario, Montevideo                      | Peñarol - Cerro Largo                               | Gol · Gol · Gol                                     | 5 - 0                                               | Torneo Clausura 2010                                |
| 4                                                   | 3 de agosto de 2012                                 | Estadio Artigas, Paysandú                           | Peñarol - Selección de Paysandú                     | Gol · Gol · Gol                                     | 6 - 0                                               | Amistoso                                            |
| 5                                                   | 4 de junio de 2013                                  | Estadio Centenario, Montevideo                      | Peñarol - Defensor Sporting                         | Gol · Gol · Gol                                     | 3 - 1                                               | Final Campeonato Uruguayo 2012-13                   |

## Estadísticas como entrenador
| Equipo                         | Div.  | Temporada | Liga | Liga | Liga | Liga | Liga |    | Copa | Copa | Copa | Copa |   | Internacional | Internacional | Internacional | Internacional | Internacional |   | Otros | Otros | Otros | Otros |    | Totales     | Totales | Totales | Totales | Totales | Totales | Totales | Totales | Totales |
| Equipo                         | Div.  | Temporada | PD   | G    | E    | P    | Pos. | PD | G    | E    | P    | PD   | G | E             | P             | Pos.          | PD            | G             | E | P     | PD    | G     | E     | P  | Rendimiento | GF      | GC      | Dif.    | Ptos.   |         |         |         |         |
| ------------------------------ | ----- | --------- | ---- | ---- | ---- | ---- | ---- | -- | ---- | ---- | ---- | ---- | - | ------------- | ------------- | ------------- | ------------- | ------------- | - | ----- | ----- | ----- | ----- | -- | ----------- | ------- | ------- | ------- | ------- | ------- | ------- | ------- | ------- |
| Montevideo Wanderers · Uruguay | 1.ª   | 2024      | 34   | 13   | 8    | 13   | 8.º  | -  | -    | -    | -    | -    | - | -             | -             | -             | -             | -             | - | -     | 34    | 13    | 8     | 13 | 46.08%      | 40      | 44      | -4      | 47      |         |         |         |         |
| Montevideo Wanderers · Uruguay | 1.ª   | 2025      | 4    | 0    | 2    | 2    | Inc. | -  | -    | -    | -    | 1    | 0 | 1             | 0             | 1ªF           | -             | -             | - | -     | 5     | 0     | 3     | 2  | 20%         | 1       | 4       | -3      | 3       |         |         |         |         |
| Montevideo Wanderers · Uruguay | Total | Total     | 38   | 13   | 10   | 15   | -    | -  | -    | -    | -    | 1    | 0 | 1             | 0             | -             | -             | -             | - | -     | 39    | 13    | 11    | 15 | 42.73%      | 41      | 48      | -7      | 50      |         |         |         |         |
| 1.                             |       |           |      |      |      |      |      |    |      |      |      |      |   |               |               |               |               |               |   |       |       |       |       |    |             |         |         |         |         |         |         |         |         |

#### Resumen estadístico
| Competición                 | Partidos | Ganados | Empatados | Perdidos | Rendimiento |
| --------------------------- | -------- | ------- | --------- | -------- | ----------- |
| Primera División de Uruguay | 38       | 13      | 10        | 15       | 42.98%      |
| Copa Sudamericana           | 1        | 0       | 1         | 0        | 33.33%      |
| TOTAL                       | 39       | 13      | 11        | 15       | 42.73%      |

## Palmarés

### Campeonatos nacionales
| Título                  | Club    | País    | Año     |
| ----------------------- | ------- | ------- | ------- |
| Campeonato Uruguayo (1) | Peñarol | Uruguay | 1994    |
| Campeonato Uruguayo (2) | Peñarol | Uruguay | 1995    |
| Campeonato Uruguayo (3) | Peñarol | Uruguay | 1996    |
| Campeonato Uruguayo (4) | Peñarol | Uruguay | 1997    |
| Campeonato Uruguayo (5) | Peñarol | Uruguay | 1999    |
| Campeonato Uruguayo (6) | Peñarol | Uruguay | 2003    |
| Campeonato Uruguayo (7) | Peñarol | Uruguay | 2009-10 |
| Campeonato Uruguayo (8) | Peñarol | Uruguay | 2012-13 |

### Torneos nacionales
| Título          | Club    | País    | Año  |
| --------------- | ------- | ------- | ---- |
| Torneo Clausura | Peñarol | Uruguay | 1994 |
| Torneo Apertura | Peñarol | Uruguay | 1995 |
| Torneo Apertura | Peñarol | Uruguay | 1996 |
| Torneo Clausura | Peñarol | Uruguay | 1999 |
| Torneo Clausura | Peñarol | Uruguay | 2003 |
| Torneo Clausura | Peñarol | Uruguay | 2008 |
| Torneo Clausura | Peñarol | Uruguay | 2010 |
| Torneo Apertura | Peñarol | Uruguay | 2012 |
| Torneo Clausura | Peñarol | Uruguay | 2015 |

### Distinciones individuales
| Distinción                                                  | Año     |
| ----------------------------------------------------------- | ------- |
| Máximo goleador del Torneo Clausura (13 goles)              | 1999    |
| Máximo goleador del Campeonato Uruguayo (12 goles)          | 2008-09 |
| Cuarto jugador activo más popular de América según la IFFHS | 2009    |
| Mejor Jugador del Torneo Clausura                           | 2010    |
| Máximo goleador del Torneo Clausura (14 goles)              | 2010    |
| Máximo goleador del Campeonato Uruguayo (23 goles)          | 2009-10 |

### Récords
- Jugador con más partidos clásicos ganados frente a Nacional (28 victorias, récord clásico).
- Segundo jugador con más partidos clásicos disputados, con 60 encuentros.
- Cuarto máximo goleador histórico de la Primera División de Uruguay, con 141 goles.
- Jugador con más goles convertidos en finales de Campeonato Uruguayo, con 6 goles.
- Octavo máximo goleador histórico del Club Atlético Peñarol, con 156 goles.
- Sexto jugador con más encuentros disputados con el Club Atlético Peñarol (504 partidos).
- Máximo ganador en finales del Campeonato Uruguayo (7): 1994, 1995, 1996, 1997, 1999, 2010, y 2013.
- Máximo goleador de las finales del Campeonato Uruguayo: 6 goles.
- Máximo ganador de finales clásicas por el Campeonato Uruguayo (4): 1995, 1996, 1999, y 2010.